# Бејкер (Луизијана)
Бејкер (енгл. Baker) град је у америчкој савезној држави Луизијана.

## Демографија
По попису из 2010. године број становника је 13.895, што је 102 (0,7%) становника више него 2000. године.
| Група             | 2000.         | 2010.          |
| Белци             | 6.284 (45,6%) | 2.781 (20,0%)  |
| Афроамериканци    | 7.222 (52,4%) | 10.739 (77,3%) |
| Азијати           | 31 (0,2%)     | 25 (0,2%)      |
| Хиспаноамериканци | 119 (0,9%)    | 171 (1,2%)     |
| Укупно            | 13.793        | 13.895         |